# Darapladib
Darapladib là một chất ức chế phospholipase liên quan đến lipoprotein A2 (Lp-PLA2) đang được phát triển như một loại thuốc điều trị xơ vữa động mạch.
Nó được phát hiện bởi Human Genome Sciences phối hợp với GlaxoSmithKline (GSK).
Vào tháng 11 năm 2013, GSK tuyên bố rằng loại thuốc này đã không đáp ứng được các điểm cuối của Giai đoạn III trong một thử nghiệm trên 16.000 bệnh nhân mắc hội chứng mạch vành cấp tính (ACS). Một thử nghiệm bổ sung 13.000 bệnh nhân (RẮN-TIMI 52) đã kết thúc vào tháng 5 năm 2014. Nghiên cứu thất bại trong việc giảm nguy cơ tử vong do bệnh mạch vành, nhồi máu cơ tim và tái thông mạch vành khẩn cấp so với giả dược ở bệnh nhân mắc hội chứng mạch vành cấp tính được điều trị bằng chăm sóc y tế tiêu chuẩn.